# Ceibas

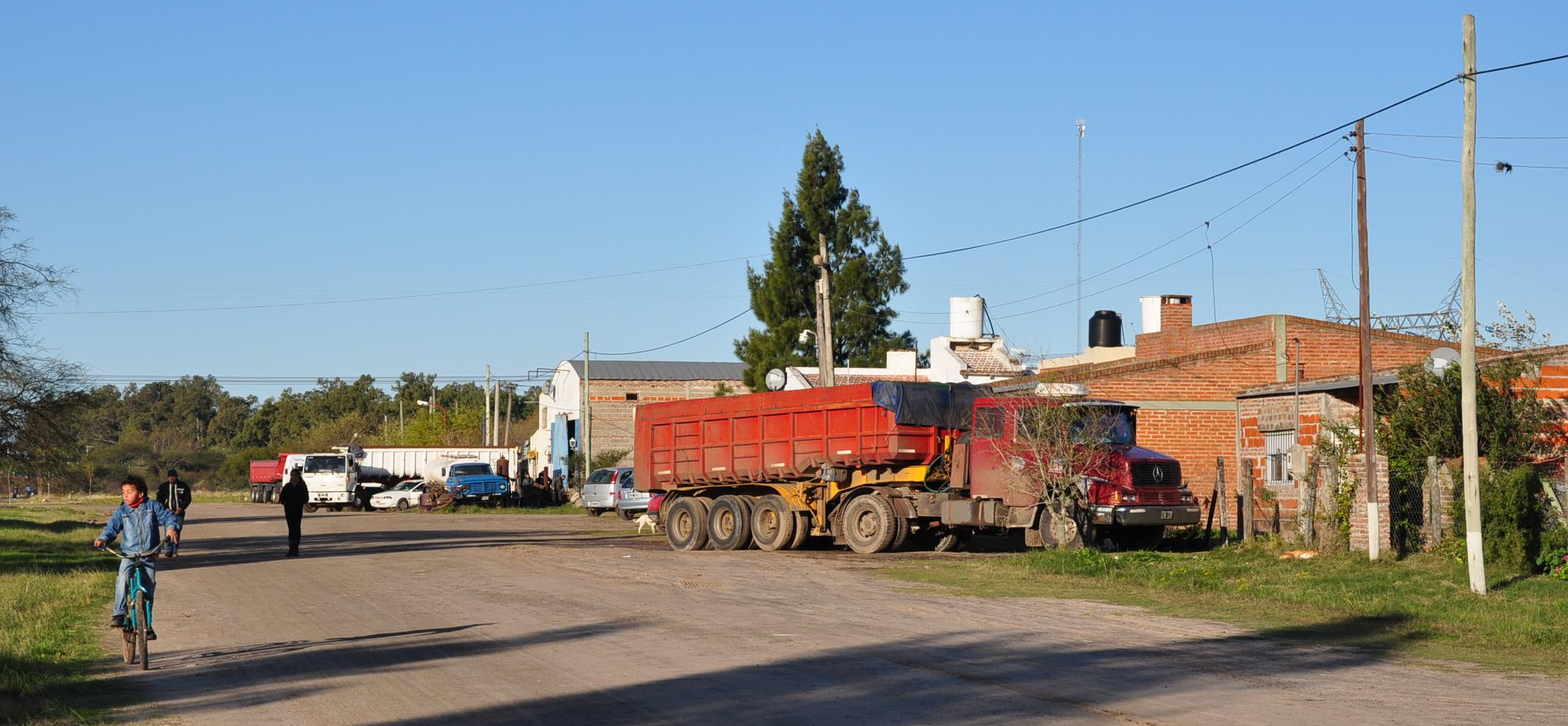
Atardecer en Ceibas.

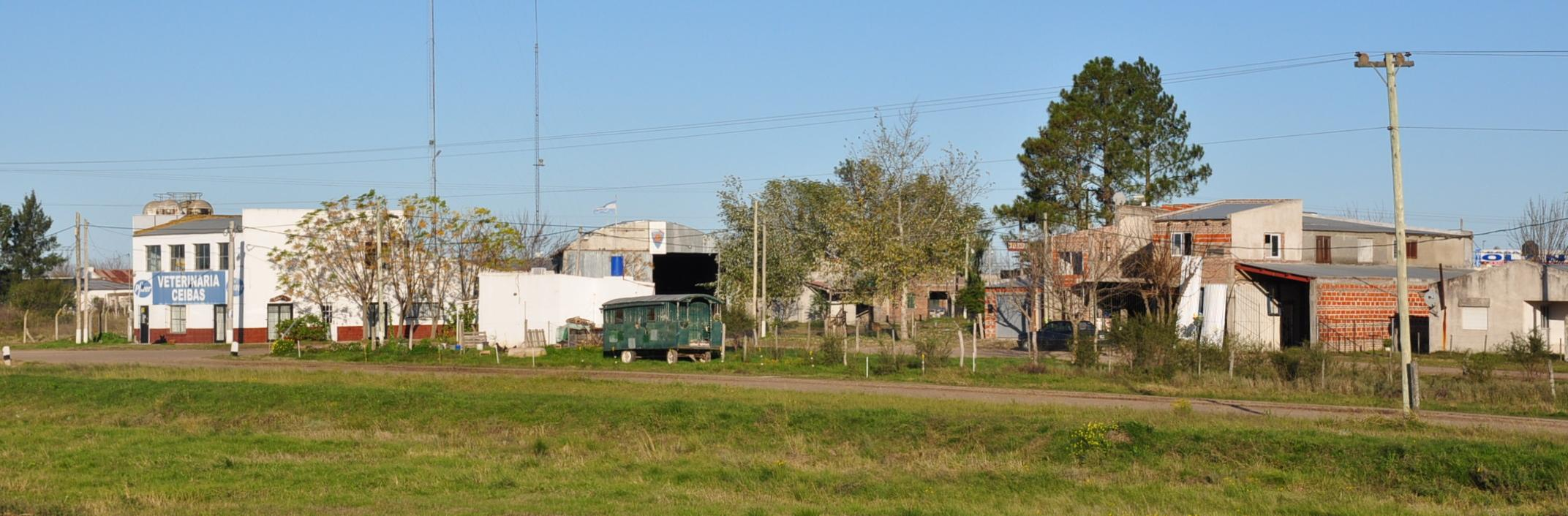
Ceibas desde la RN 12.

Ceibas es un municipio del distrito Ceibas del departamento Islas del Ibicuy en la provincia de Entre Ríos, República Argentina. El municipio comprende la localidad con categoría de villa del mismo nombre y un área rural.
Se halla a 156 km de Buenos Aires ingresando a la provincia por el Complejo Ferrovial Zárate-Brazo Largo y por la Ruta Nacional 12. La RN 14 nace en esta localidad.
Su crecimiento poblacional ha sido: de 348 hab. en 1991, pasó en 2001 a 1405: 303,7 % de incremento, y a 1773 en 2010.

## Municipio
La planta urbana de la localidad de Ceibas fue ampliada por decreto 5004/1986 MHEOP del 23 de octubre de 1986 y por decreto 5921/1989 MGJOSP del 11 de diciembre de 1989.
El 2 de diciembre de 1987 fue sancionada la ley n.º 7994 que aprobó el censo practicado en el centro rural de población de Ceibas (1614 habitantes) sin especificar su ejido, siendo mandado crear el municipio por decreto n.º 8053/1987 MGJE del 9 de diciembre de 1987. Pero el nuevo gobierno que asumió al día siguiente no publicó la ley y el 6 de enero de 1988 fue derogada al sancionarse la ley n.º 8055. El 30 de diciembre de 1987 dejó sin efecto el decreto de creación mediante decreto n.º 428/1987 MGJE. El 20 de enero de 1988 fueron designadas nuevas autoridades de la junta de gobierno por decreto n.º 233/1988 MGJE.
Por decreto n.º 2187/1999 MGJE del 6 de mayo de 1999 fue creado el municipio de 2ª categoría de Ceibas, antes de que la Legislatura sancionara la ley n.º 9248 el 10 de mayo de 2000 (promulgada el 15 de mayo de 2000) que aprobó el censo y el ejido del nuevo municipio. El 3 de junio de 1999 fue designado Roberto Alejandro Olano como comisionado al frente del nuevo municipio por decreto n.º 2722/1999 MGJE.
El 10 de diciembre de 2011 dejaron de existir las dos categorías de municipios en Entre Ríos estableciéndose una categoría única, por lo que Ceibas dejó de tener una junta de fomento y pasó tener un presidente municipal y un concejo deliberante de 7 miembros.

## Parroquias de la Iglesia católica en Ceibas
| Diócesis   | Gualeguaychú |
| ---------- | ------------ |
| Parroquias | San Pedro    |